# Trilobatus
Trilobatus es un género de foraminífero planctónico de la subfamilia Globigerininae, de la familia Globigerinidae, de la superfamilia Globigerinoidea, del suborden Globigerinina y del orden Globigerinida. Su especie tipo es Globigerina triloba. Su rango cronoestratigráfico abarca desde el Chattiense superior (Oligoceno superior) hasta la Actualidad.

## Descripción
Trilobatus incluye especies con conchas trocoespiraladas, globigeriniformes, de trocospira moderadamente alta; sus cámaras son globulares u ovaladas, creciendo en tamaño de manera rápida; la última cámara puede llegar a ser irregular en forma y aplastada; sus suturas intercamerales son rectas o ligeramente curvas, e incididas; su contorno ecuatorial es subrectangular a subtriangular (trilobado), y lobulado; su periferia es redondeada; su ombligo es pequeño y puede estar tapado por la última cámara; su abertura principal era interiomarginal, umbilical a umbilical-extraumbilical, con forma de arco bajo alargado, y rodeada por un estrecho labio; presentan una o más aberturas suplementarias suturales en el lado espiral, situadas en el contacto entre la espira y las suturas radiales; presentan pared calcítica hialina, fuertemente perforada con poros en copa, y superficie reticulada y espinosa.

## Discusión
Trilobatus debe ser considerado un sinónimo objetivo posterior de Trilobigerina debido a que a los autores asignaron a Trilobatus la misma especie tipo y, por tanto, el nombre Trilobigerina tiene prioridad. No obstante, en Trilobatus se incluyó especies que no fueron originalmente incluidas en Trilobigerina, tales como primordius y sicanus (esta última generalmente incluida en Praeorbulina,), e excluyó otras como fistulosa (esta última incluida en Globigerinoidesella). Este hecho implica que el concepto taxonómico de Trilobatus es ligeramente diferente al dado a Trilobigerina.

## Paleoecología
Trilobatus, como Trilobigerina y Globigerinoides, incluye especies con un modo de vida planctónico, de distribución latitudinal cosmopolita, preferentemente tropical-subtropical, y habitantes pelágicos de aguas superficiales e intermedias (medio epipelágico a mesopelágico superior).

## Clasificación
Trilobatus incluye a las siguientes especies:
- Trilobatus bisphericus †
- Trilobatus primordius †
- Trilobatus sacculifer †
- Trilobatus sicanus †
- Trilobatus trilobus †